# Етел Мерман
Етел Мерман (енгл. Ethel Merman) је била америчка глумица, рођена 16. јануара 1908. године у Њујорку, а преминула 15. фебруара 1984. године у Њујорку.